# NL Architects
NL Architects is een architectenbureau te Amsterdam, opgericht in 1997. De kern van het bureau bestaat uit Pieter Bannenberg, Walter van Dijk en Kamiel Klaasse, aangevuld met een wisselende bezetting van circa 20 medewerkers en stagiairs. Zij verwierven onder andere bekendheid met het ontwerpen van de WOS 8 in Utrecht Leidsche Rijn, Verdana (Blok K) Funen te Amsterdam, het Forum in Groningen en de Basketbar op de Uithof in Utrecht.

## Geschiedenis
NL Architects werd in 1997 opgericht in Amsterdam door Pieter Bannenberg, Walter van Dijk, Kamiel Klaasse en Mark Linnemann. Zij kenden elkaar van hun studie in Delft en werkten al vanaf begin jaren negentig samen. Mark Linnemann verliet het bureau in 2003.

## Projecten

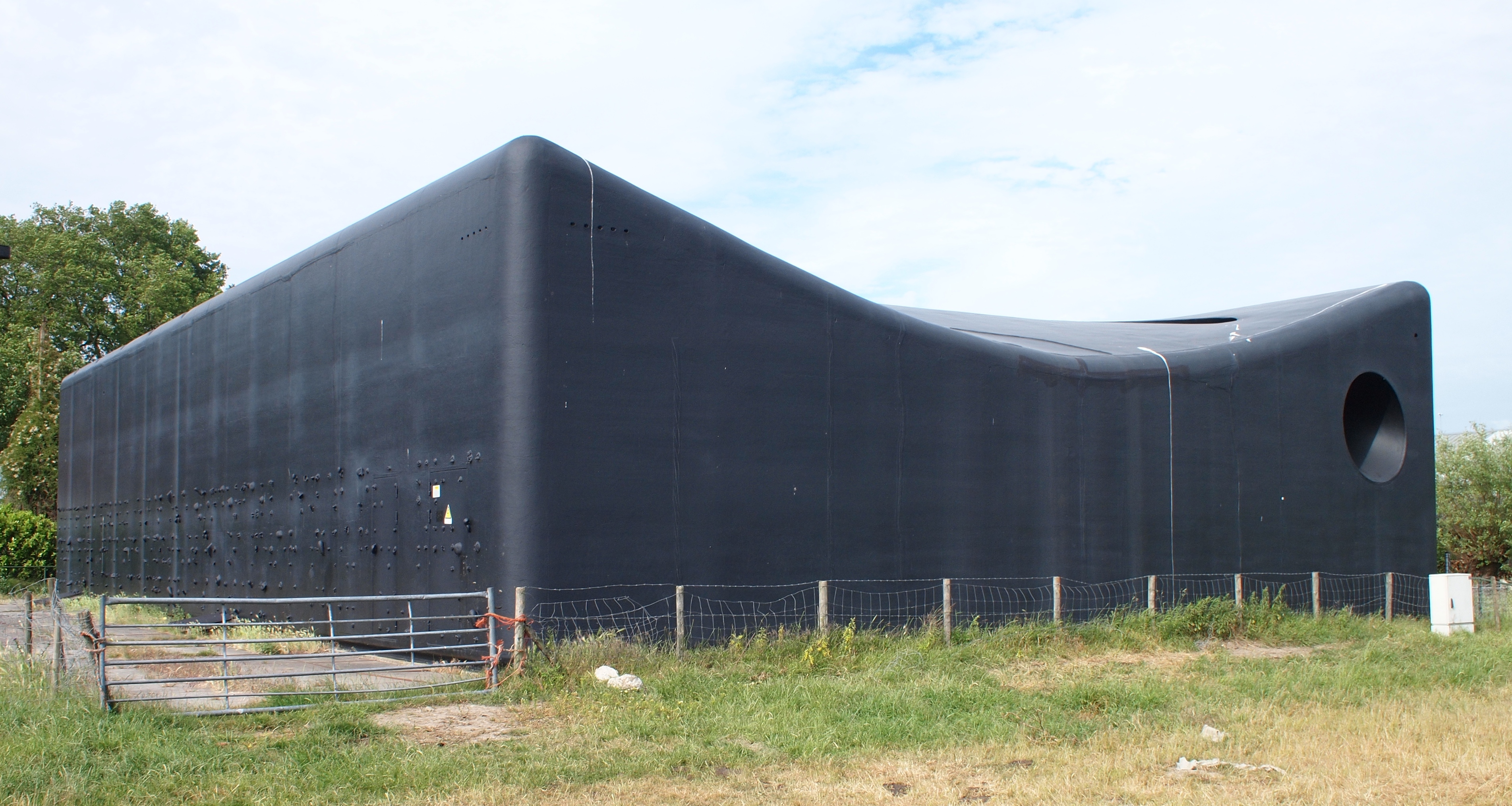
WOS 8 te Utrecht

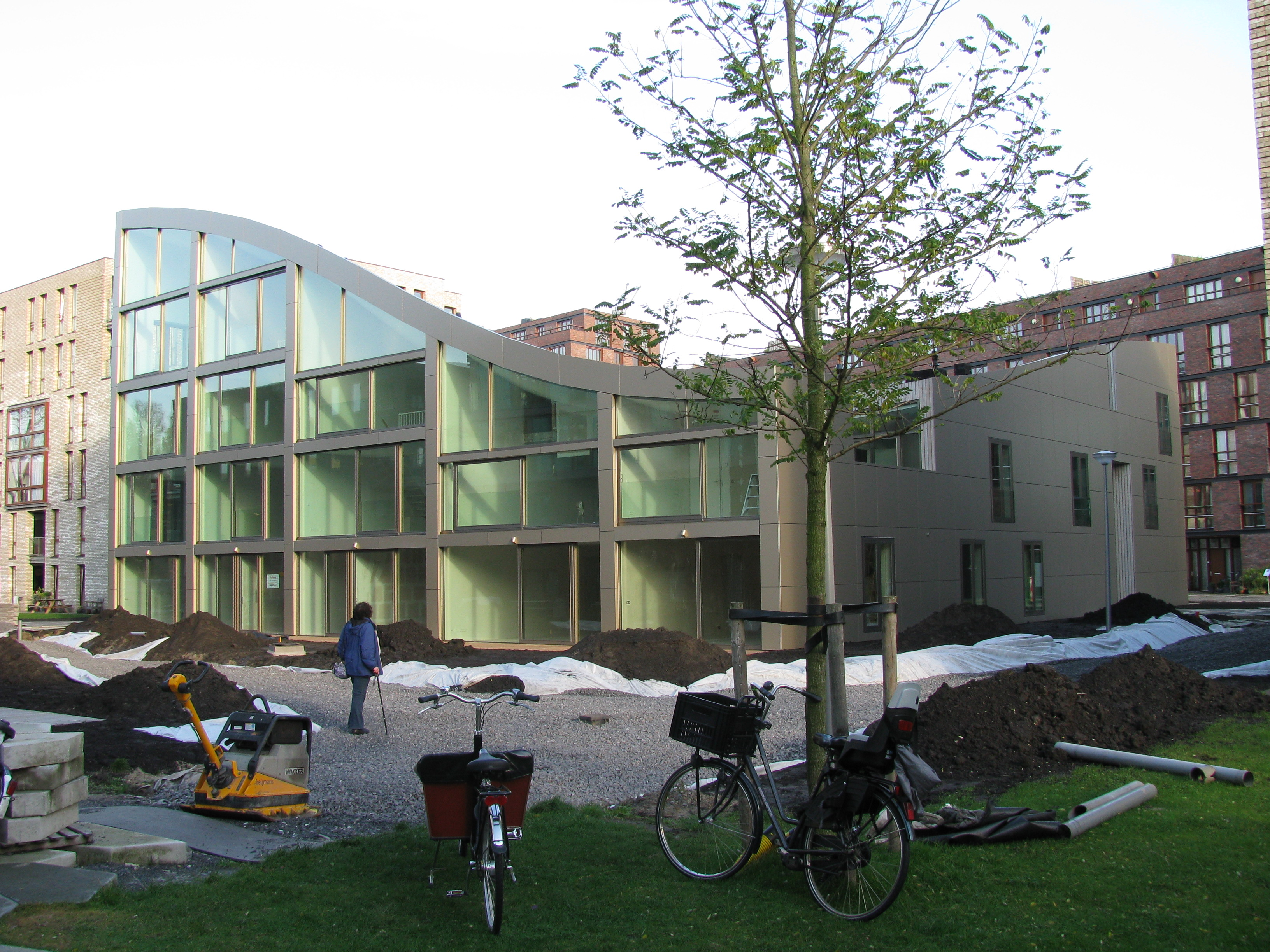
Verdana (Blok K) Funen te Amsterdam

Het bureau ontwerpt voornamelijk gebouwen, waaronder woningen, culturele en sportfaciliteiten, maar ook interieurs. De ontwerpen zijn modern van aard en worden wel omschreven als "vernuftig, verrassend en verleidelijk, met grafische grappen, woord- en beeldspelletjes".
Een aantal van de projecten wordt hieronder beschreven ter illustratie.

### WOS 8
Het Warmte Overdracht Station 8 (WOS 8) is een speels gebouw van de stadsverwarming in Utrecht-Leidsche Rijn, gebouwd in 1998. Het is geheel bekleed met polyurethaan. Een raam aan de noordgevel dient als basketbalbasket. Het gebouw heeft een golvend dak met een groot gat in de zuidelijke zijwand voor het afvoeren van regenwater en basketballen. Aan de westgevel zijn klimgrepen gemaakt die in braille het woord The Blind Facade vormen; aan de oostgevel zijn reflectoren bevestigd. Verder zijn er nestkasten voor vogels en hangplekken voor vleermuizen in het gebouw verwerkt.

### Verdana (Blok K) Funen
Het Verdana (Blok K) Funen te Amsterdam is een blok van 10 laagbouwwoningen, elk met een gelijk aantal kubieke meters maar een verschillend aantal verdiepingen en ook een verschillende breedte en diepte. Het blok heeft een golvend grasdak met verzonken dakterrassen.

### Basketbar
De Basketbar op de Uithof in Utrecht is een café met een basketbalveld op het dak. De vloer ligt verlaagd in de grond, waardoor de hoogte van het gebouw beperkt is terwijl het plafond binnen een ruime hoogte heeft. De ingang wordt gevormd door een fel oranje rondlopende helling met trappen, die het café toegankelijk maakt voor rolstoelgebruikers.

## Gewonnen prijzen
- 1997 - Europan 04, prijs voor Pixel City[6]
- 1999 - Rotterdam Designprijs voor het ontwerp van het Warmte Overdracht Station 8 in Utrecht Leidsche Rijn[7]
- 2003 - Rietveldprijs, winnaar juryprijs voor de Basketbar.[8]
- 2004 - Am Nai prijs voor de Basketbar[9]
- 2005 - Mies van der Rohe Award, Emerging Architect Special Mention voor de Basketbar[10]
- 2006 - European Prize for Urban Public Space 2006, gedeelde eerste prijs voor A8ernA[11]
- 2007 - Winnaar ontwerpwedstrijd voor het Groninger Forum[12]
- 2011 - Amsterdamse Nieuwbouwprijs voor Verdana (Blok K) Funen[13]
- 2011 - Winnaar prijsvraag voor de herinrichting Katreinetoren te Utrecht[14]
- 2014 - Winnaar prijsvraag voor het ontwerp van het ArtA in Arnhem.[15]
- 2015 - Rietveldprijs 2015 voor TivoliVredenburg, samen met Architectuurstudio HH e.a.[16]
- 2015 - Winnaar stedenbouwkundig plan voor Reeperbahn in Hamburg, samen met BeL Sozietät für Architektur.[17]
- 2017 - Winnaar Mies van der Rohe Award voor Kleiburg - de Flat
- 2017 - Winnaar van de Future Award bij Dutch Design Awards 2017 met DeFlat Kleiburg [18]
- 2020 - Winnaar Dutch Design Awards met Forum Groningen. [19]